# Antraciet (materiaal)

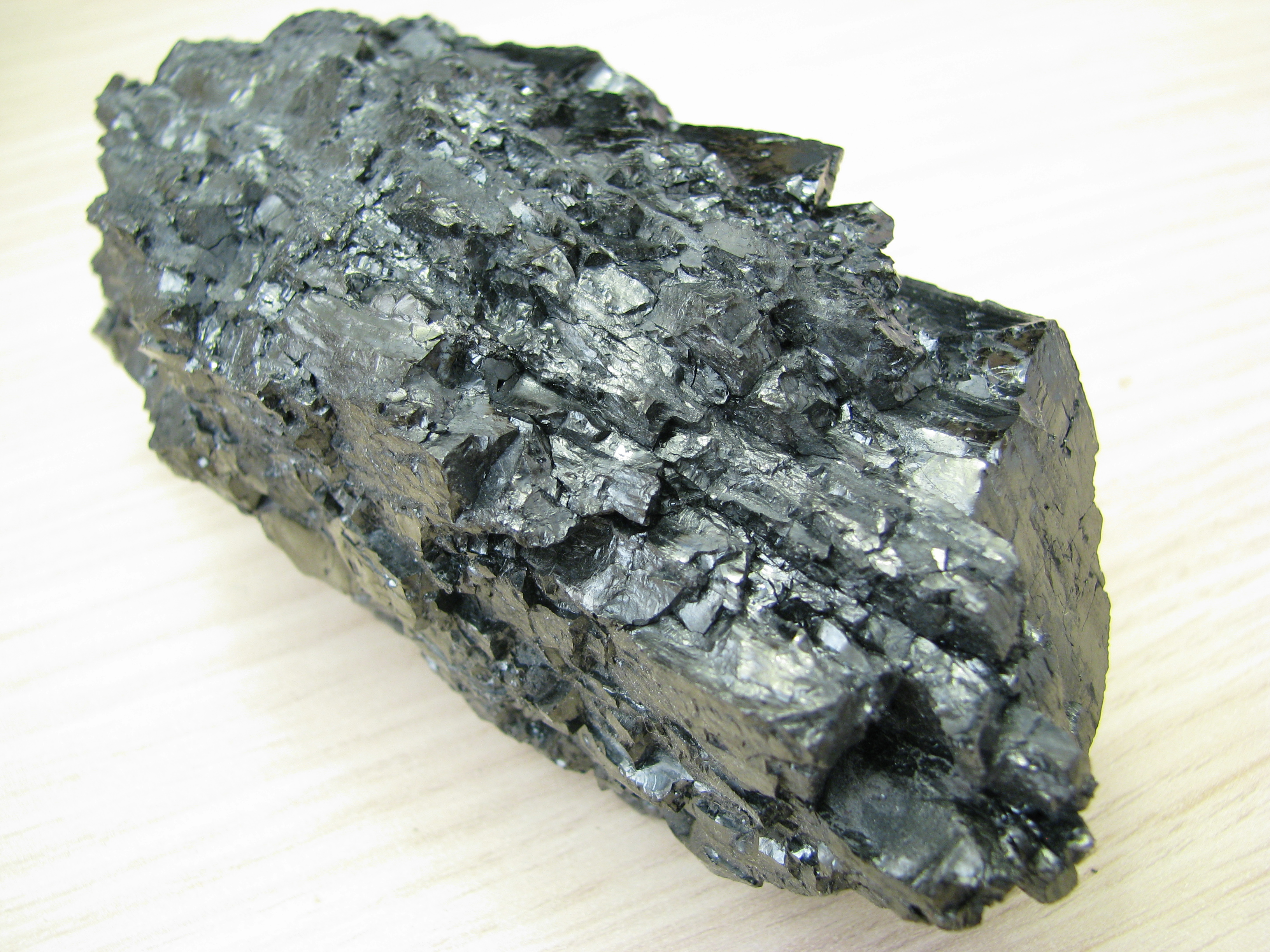
Antraciet uit Ibbenbüren, Duitsland

Antraciet is een vorm van steenkool die aan hoge druk en temperatuur blootgestaan heeft en nog circa 10 % vluchtige bestanddelen bevat.
Antraciet wordt gevormd bij extra compressie van steenkool, dat op zijn beurt een hoger temperatuur- en drukregime heeft doorstaan dan bruinkool. Bij verdere compressie van antraciet zou grafiet en diamant kunnen ontstaan. De stapeling van koolstofatomen wordt compacter naarmate druk en temperatuur toenemen. Diamant heeft de meest compacte stapeling van koolstofatomen.
Toen voor de verwarming van woonhuizen voornamelijk steenkool gebruikt werd, was antraciet populair vanwege de stabiele brandeigenschappen en de geringe stofverspreiding.
De goedkopere syntraciet en eierkolen werden gemaakt van samengeperst antracietgruis.
Antraciet wordt onderverdeeld naar grootte in:
- Nootjes 1 bestaat uit stukjes antraciet groter dan 5 cm
- Nootjes 2 bestaat uit stukjes antraciet van 3 - 5 cm
- Nootjes 3 bestaat uit stukjes antraciet van 2 -3 cm
- Nootjes 4 bestaat uit stukjes antraciet van 1 - 2 cm

Antraciet is ook de naam voor een donkergrijze kleur.

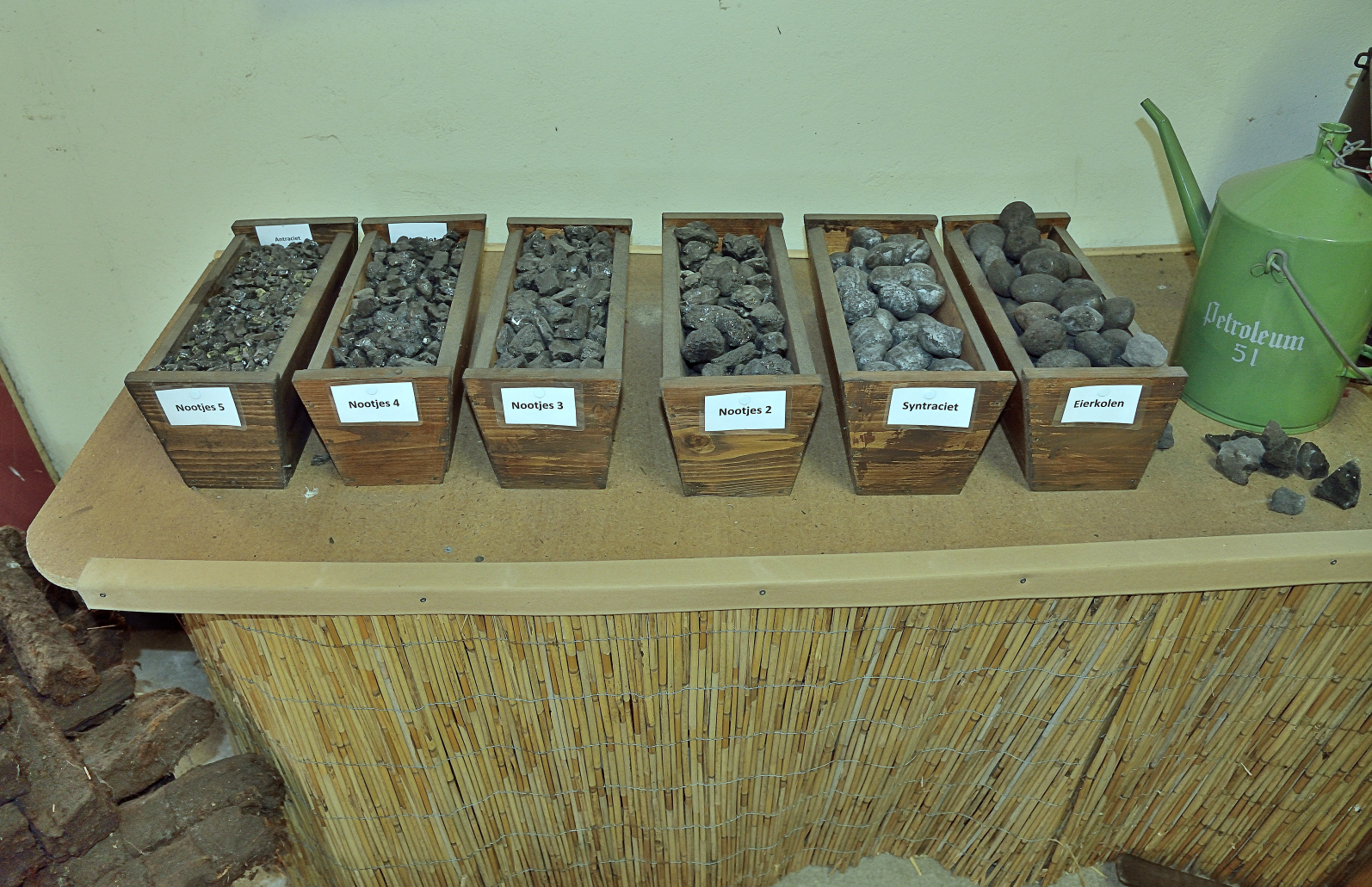
Van antraciet en syntraciet tot eierkolen

## Naam
De naam "antraciet" is afgeleid van het Griekse anthrakites (Ανθρακίτης), dat letterlijk "een vorm van kool" betekent.